# Évora
Évora OTE é a cidade portuguesa do distrito de Évora, integrada na região do Alentejo (NUT II) e na sub-região Alentejo Central (NUT III), com 40 455 habitantes, em 2021. Évora é a única cidade portuguesa membro da Rede de Cidades Europeias mais Antigas.
Évora é sede do município homónimo, o quinto mais extenso de Portugal, com 1 307,08 km² de área e 53 591 habitantes (2021), subdividido em 12 freguesias. O município é limitado a norte pelo município de Arraiolos, a nordeste por Estremoz, a leste pelo Redondo, a sueste por Reguengos de Monsaraz, a sul por Portel, a sudoeste por Viana do Alentejo e a oeste por Montemor-o-Novo.
O seu centro histórico bem-preservado é um dos mais ricos em monumentos de Portugal, o que lhe vale o epíteto de Cidade-Museu. Em 1986, o centro histórico da cidade foi declarado Património Mundial pela UNESCO.
É conhecida como a capital de facto do Alentejo.

## História

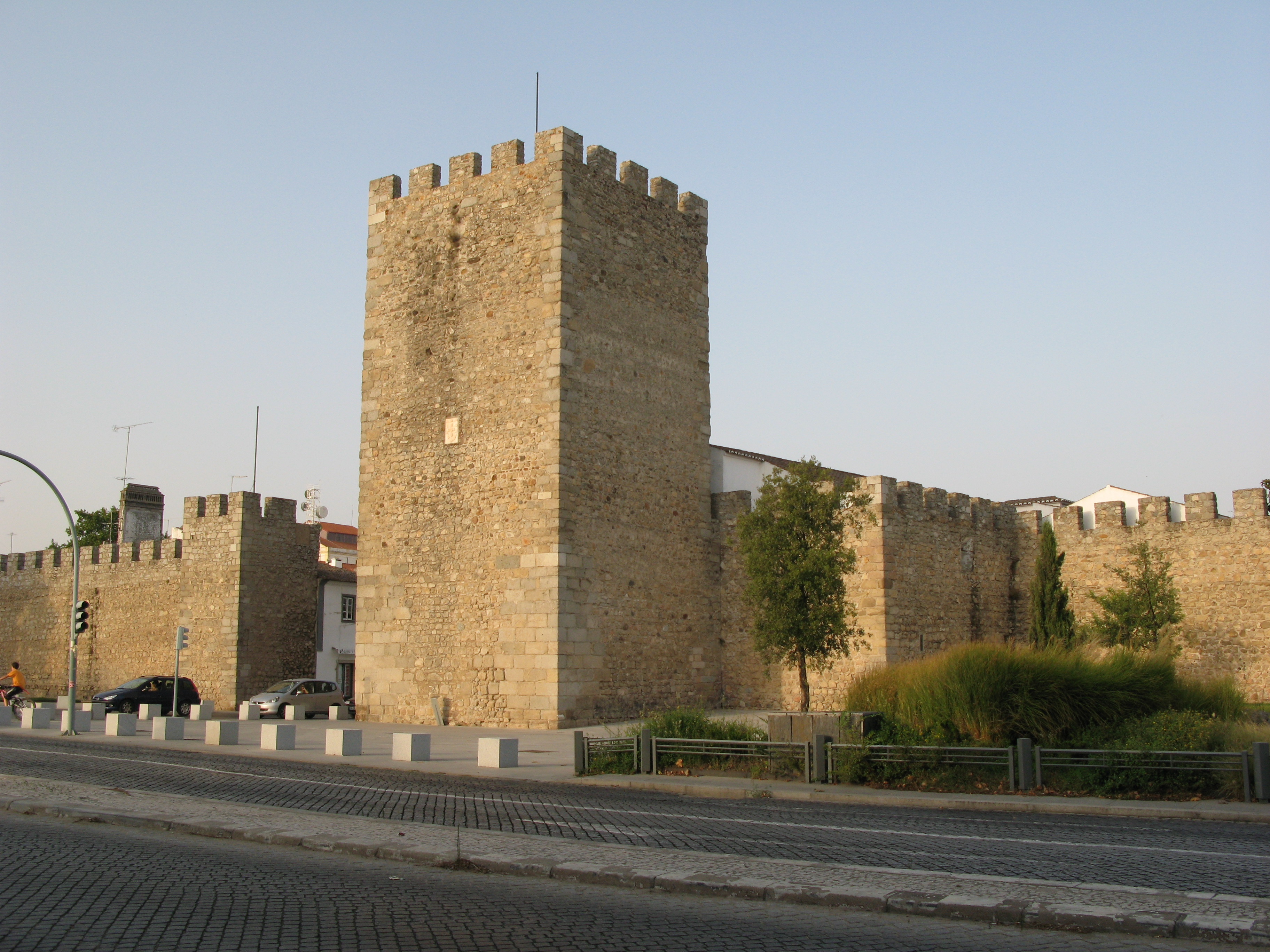
Muralhas de Évora

Évora e sua região circundante tem uma rica história que recua mais de cinco milénios, como demonstrado por monumentos megalíticos próximos como a Anta do Zambujeiro e o Cromeleque dos Almendres. Alguns povoados neolíticos desenvolveram-se na região, o mais próximo localizado no Alto de São Bento. Outro povoado deste tipo é o chamado Castelo de Giraldo, habitado continuamente desde o 3º milénio até ao primeiro milénio antes de Cristo e de esporádica ocupação na época medieval. Escavações arqueológicas, porém, não conseguiram demonstra até agora se a área da actual cidade era habitada antes da chegada dos romanos.
Segundo uma lenda popularizada pelo humanista e escritor eborense André de Resende (1500–1573), Évora teria sido sede das tropas do general romano Sertório, que junto com os lusitanos teria enfrentado o poder de Roma. O que se sabe com elevado grau de certeza é que Évora recebeu de Júlio César ou Octávio o nome de Liberalitas Júlia e que foi elevada por Vespasiano à categoria de município. A origem etimológica do nome Ebora é provavelmente proveniente do celta antigo ebora/ebura, caso genitivo plural do vocábulo eburos (teixo), nome de uma espécie de árvore, pelo que o seu nome significa "dos teixos". A actual cidade de Iorque (York), no Norte de Inglaterra, na época do Império Romano, era denominada Eboracum/Eburacum, nome derivado do celta antigo Ebora Kon (Lugar dos Teixos), pelo que o seu nome antigo está hipoteticamente relacionado com o da cidade de Évora. Na época do imperador romano Augusto (r. 27 a.C.–14 d.C.), Évora foi integrada à Província da Lusitânia e beneficiada com uma série de transformações urbanísticas, das quais o Templo romano de Évora — dedicado provavelmente ao culto imperial — é o vestígio mais importante que sobreviveu aos nossos dias, além de ruínas de banhos públicos. Na freguesia da Tourega, os restos bem-preservados de uma villa romana mostram que ao redor da cidade existiam estabelecimentos rurais mantidos pela classe senhorial. No século III, num contexto de instabilidade do Império, a cidade foi cercada por uma muralha da qual alguns elementos existem até hoje. Segundo Jorge de Alarcão, Ebora foi a cidade lusitana com o maior número de famílias de origem romana, sendo os Júlia, Calpúrnia, Canídia e Catínia algumas das mais destacadas.

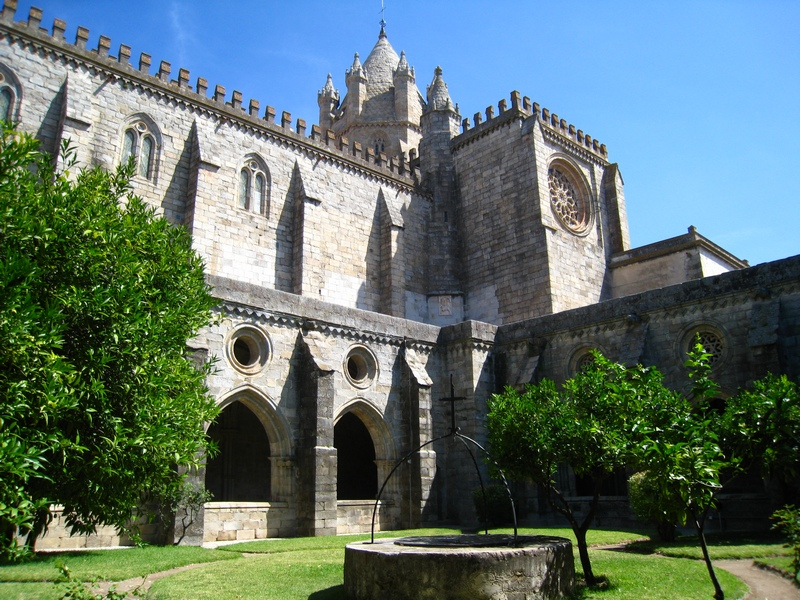
Claustros da Sé de Évora (século XIII-XIV)

O período visigótico corresponde a uma época obscura da cidade. Na época da dominação muçulmana, a cidade conheceu um novo período de esplendor económico e político, graças a sua localização privilegiada. As muralhas foram reconstruidas e um alcácer e uma mesquita foram construídos na área da acrópole romana.
A tomada de Évora aos mouros deu-se em 1166 pela acção do cavaleiro Geraldo sem Pavor, responsável pela reconquista cristã de várias localidades alentejanas. Inaugurou-se assim uma nova etapa de crescimento da urbe, que chegou ao século XVI como a segunda cidade em importância do reino. D. Afonso Henriques concedeu-lhe seu primeiro foral (carta de direitos feudais) em 1166, e em 1175/1176 estabeleceu na cidade os Freires de Évora (mais tarde Ordem de São Bento de Avis). Em 1181, Évora foi sitiada por um forte exército muçulmano, porém a cidade resistiu ao ataque.
Entre os séculos XIII e XIV foi erguida a Sé Catedral de Évora, uma das mais importantes catedrais medievais portuguesas, construída em estilo gótico e enriquecida com muitas obras de arte ao longo dos séculos. Além da Sé, na zona do antigo fórum romano e alcácer muçulmano foram erguidos os antigos paços do concelho e palácios da nobreza local. A partir do século XIII instalam-se na cidade vários mosteiros de ordens religiosas nas zonas fora das muralhas, o que contribuiu para a formação de novos centros aglutinadores urbanos. A área extra-muros contava ainda com uma judiaria e uma mouraria. O crescimento da cidade para fora da primitiva cerca moura levou à construção de uma nova cintura de muralhas no século XIV, durante o reinado de D. Dinis. As principais praças da cidade eram a Praça do Giraldo (originalmente Praça Grande) e o Largo das Portas de Moura e o Rossio. A Praça do Giraldo, sede de uma feira anual desde 1275, também foi local dos Paços do Concelho (desde o século XIV) e da cadeia. Com o tempo, especialmente a partir do século XVI, o Rossio passou a concentrar as feiras e mercados da cidade.

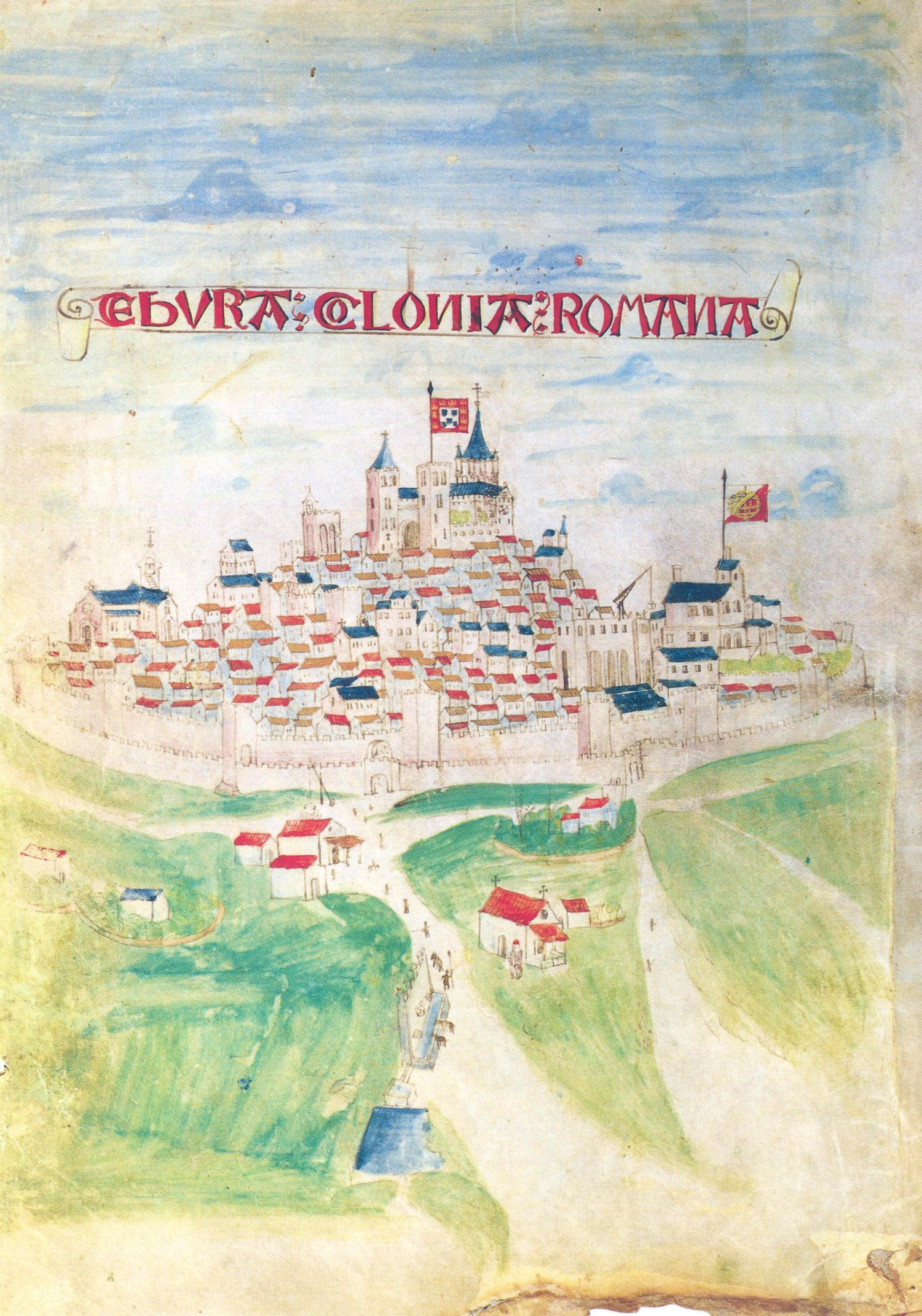
Vista da cidade no Foral de Évora de 1501. A Sé encontra-se no ponto mais alto

O século XVI corresponde ao auge de Évora no cenário nacional, transformando-se num dos mais importantes centros culturais e artísticos do reino. A partir de D. João II e especialmente durante os reinos de D. Manuel e D. João III, Évora foi favorecida pelos reis portugueses, que passavam longas estadias na urbe. Famílias nobres (Vimioso, Codovil, Gama, Cadaval e outras) instalaram-se na cidade e ergueram palácios. D. Manuel concedeu-lhe um novo foral em 1501 e construiu seus paços reais em Évora, em uma mistura de estilos entre o mudéjar, o manuelino e o renascentista. D. João III ordenou a construção da Igreja da Graça, belo templo renascentista onde planeou ser sepultado, e durante seu reinado foi construído o Aqueduto da Água de Prata por Francisco de Arruda. Nessa época viveram na cidade artistas como o poeta Garcia de Resende, os pintores Frei Carlos, Francisco Henriques, Gregório Lopes, o escultor Nicolau de Chanterene e eruditos e pensadores como Francisco de Holanda e André de Resende.

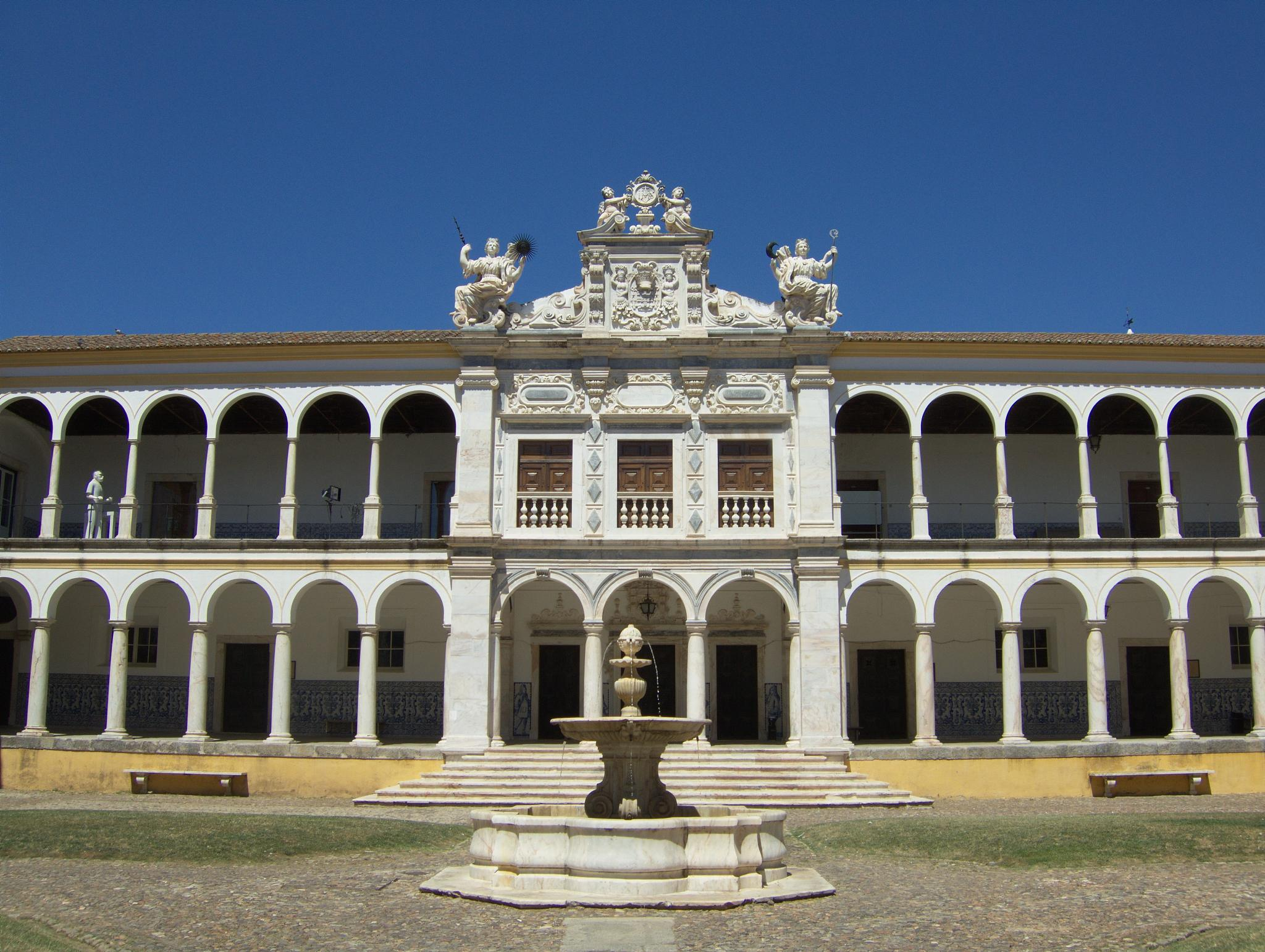
Pátio da Universidade de Évora (século XVI)

Em 1540 a diocese de Évora foi elevada à categoria de arquidiocese e o primeiro arcebispo da cidade, o Cardeal Infante D.Henrique, fundou a Universidade de Évora (afecta à Companhia de Jesus) em 1550. Um rude golpe para Évora foi a extinção da prestigiada instituição universitária, em 1759 (que só seria restaurada cerca de dois séculos depois), na sequência da expulsão dos Jesuítas do país, por ordem do Marquês de Pombal. Nos séculos XVII e XVIII muito edifícios importantes foram reformados ou construídos de raiz em estilo maneirista ("chão"). No património da cidade destaca-se a capela-mor barroca da Sé, obra do arquitecto Ludovice, e os muitos altares e painéis de azulejos que cobrem os interiores das igrejas e da Universidade.
No século XIX, Évora passou por muitas transformações urbanísticas, algumas de discutível qualidade. Na Praça do Giraldo, a cadeia e os antigos Paços do Concelho manuelinos foram demolidos e em seu lugar foi levantado o edifício do Banco de Portugal, enquanto que a sede do concelho foi transferida ao Palácio dos Condes de Sortelha, na Praça do Sertório. O Convento de S. Francisco também foi demolido (a igreja gótica foi poupada) e em seu lugar foi construído um novo quarteirão habitacional e um mercado. No lugar do Convento de S. Domingos foi erguido o Teatro Garcia de Resende (c. 1892). As muralhas medievais foram em grande parte preservadas, mas das antigas entradas apenas a Porta de Avis foi mantida. No século XX foi construído um anel viário ao redor do perímetro da muralha, o que ajudou na sua preservação.
Foi feita Oficial da Antiga e Muito Nobre Ordem Militar da Torre e Espada, do Valor, Lealdade e Mérito a 26 de abril de 1919.
Évora é testemunho de diversos estilos e correntes estéticas, sendo ao longo do tempo dotada de obras de arte a ponto de ser classificada pela UNESCO, em 1986, como Património Comum da Humanidade.

## Evolução da população do município
De acordo com os dados do INE o distrito de Évora registou em 2021 um decréscimo populacional na ordem dos 8,5% relativamente aos resultados do censo de 2011. No concelho de Évora esse decréscimo rondou os 5,3%. 
| Número de habitantes★ | Número de habitantes★ | Número de habitantes★ | Número de habitantes★ | Número de habitantes★ | Número de habitantes★ | Número de habitantes★ | Número de habitantes★ | Número de habitantes★ | Número de habitantes★ | Número de habitantes★ | Número de habitantes★ | Número de habitantes★ | Número de habitantes★ | Número de habitantes★ | Número de habitantes★ |
| --------------------- | --------------------- | --------------------- | --------------------- | --------------------- | --------------------- | --------------------- | --------------------- | --------------------- | --------------------- | --------------------- | --------------------- | --------------------- | --------------------- | --------------------- | --------------------- |
| 1864                  | 1878                  | 1890                  | 1900                  | 1911                  | 1920                  | 1930                  | 1940                  | 1950                  | 1960                  | 1970                  | 1981                  | 1991                  | 2001                  | 2011                  | 2021                  |
| 19 708                | 23 053                | 25 177                | 25 563                | 29 880                | 28 127                | 35 903                | 42 683                | 47 387                | 50 095                | 47 244                | 51 572                | 53 754                | 56 519                | 56 596                | 53 577                |

★ Número de habitantes "residentes", ou seja, que tinham a residência oficial neste município à data em que os censos se realizaram.
| Número de habitantes por grupo etário★★ | Número de habitantes por grupo etário★★ | Número de habitantes por grupo etário★★ | Número de habitantes por grupo etário★★ | Número de habitantes por grupo etário★★ | Número de habitantes por grupo etário★★ | Número de habitantes por grupo etário★★ | Número de habitantes por grupo etário★★ | Número de habitantes por grupo etário★★ | Número de habitantes por grupo etário★★ | Número de habitantes por grupo etário★★ | Número de habitantes por grupo etário★★ | Número de habitantes por grupo etário★★ | Número de habitantes por grupo etário★★ |
| --------------------------------------- | --------------------------------------- | --------------------------------------- | --------------------------------------- | --------------------------------------- | --------------------------------------- | --------------------------------------- | --------------------------------------- | --------------------------------------- | --------------------------------------- | --------------------------------------- | --------------------------------------- | --------------------------------------- | --------------------------------------- |
|                                         | 1900                                    | 1911                                    | 1920                                    | 1930                                    | 1940                                    | 1950                                    | 1960                                    | 1970                                    | 1981                                    | 1991                                    | 2001                                    | 2011                                    | 2021                                    |
| 0-14 Anos                               | 7 575                                   | 9 452                                   | 8 743                                   | 10 821                                  | 12 686                                  | 12 124                                  | 12 087                                  | 10 525                                  | 11 539                                  | 10 263                                  | 8 422                                   | 8 148                                   | 7 084                                   |
| 15-24 Anos                              | 5 062                                   | 5 766                                   | 5 642                                   | 7 215                                   | 8 589                                   | 9 714                                   | 8 452                                   | 7 690                                   | 7 489                                   | 7 682                                   | 7 958                                   | 5 895                                   | 5 616                                   |
| 25-64 Anos                              | 11 596                                  | 13 412                                  | 12 006                                  | 15 149                                  | 18 949                                  | 21 938                                  | 25 772                                  | 24 405                                  | 26 184                                  | 27 570                                  | 29 726                                  | 31 386                                  | 28 248                                  |
| = ou > 65 Anos                          | 1 390                                   | 1 532                                   | 1 310                                   | 1 898                                   | 2 337                                   | 3 111                                   | 3 784                                   | 4 280                                   | 6 360                                   | 8 239                                   | 10 413                                  | 11 167                                  | 12 629                                  |

★★ De 1900 a 1950 os dados referem-se à população "de facto", ou seja, que estava presente no município à data em que os censos se realizaram. Daí que se registem algumas diferenças relativamente à designada população residente
Com uma população de mais de 50 000 habitantes, Évora é a maior cidade do Alentejo e o principal aglomerado urbano da região. A tendência de crescimento é idêntica a de outras cidades portuguesas de média dimensão e é mais alto que o da região envolvente. Como outros centros urbanos portugueses, há uma tendência de movimento de população de povoados pequenos circundantes para Évora.

## Freguesias

Freguesias do município de Évora

O município de Évora está dividido em 12 freguesias:
- Bacelo e Senhora da Saúde (urbana)
- Canaviais
- Évora (São Mamede, Sé, São Pedro e Santo Antão) (urbana)
- Malagueira e Horta das Figueiras (urbana)
- Nossa Senhora da Graça do Divor
- Nossa Senhora da Tourega e Nossa Senhora de Guadalupe
- Nossa Senhora de Machede
- São Bento do Mato
- São Manços e São Vicente do Pigeiro
- São Miguel de Machede
- São Sebastião da Giesteira e Nossa Senhora da Boa Fé
- Torre de Coelheiros

## Geografia

### Localização

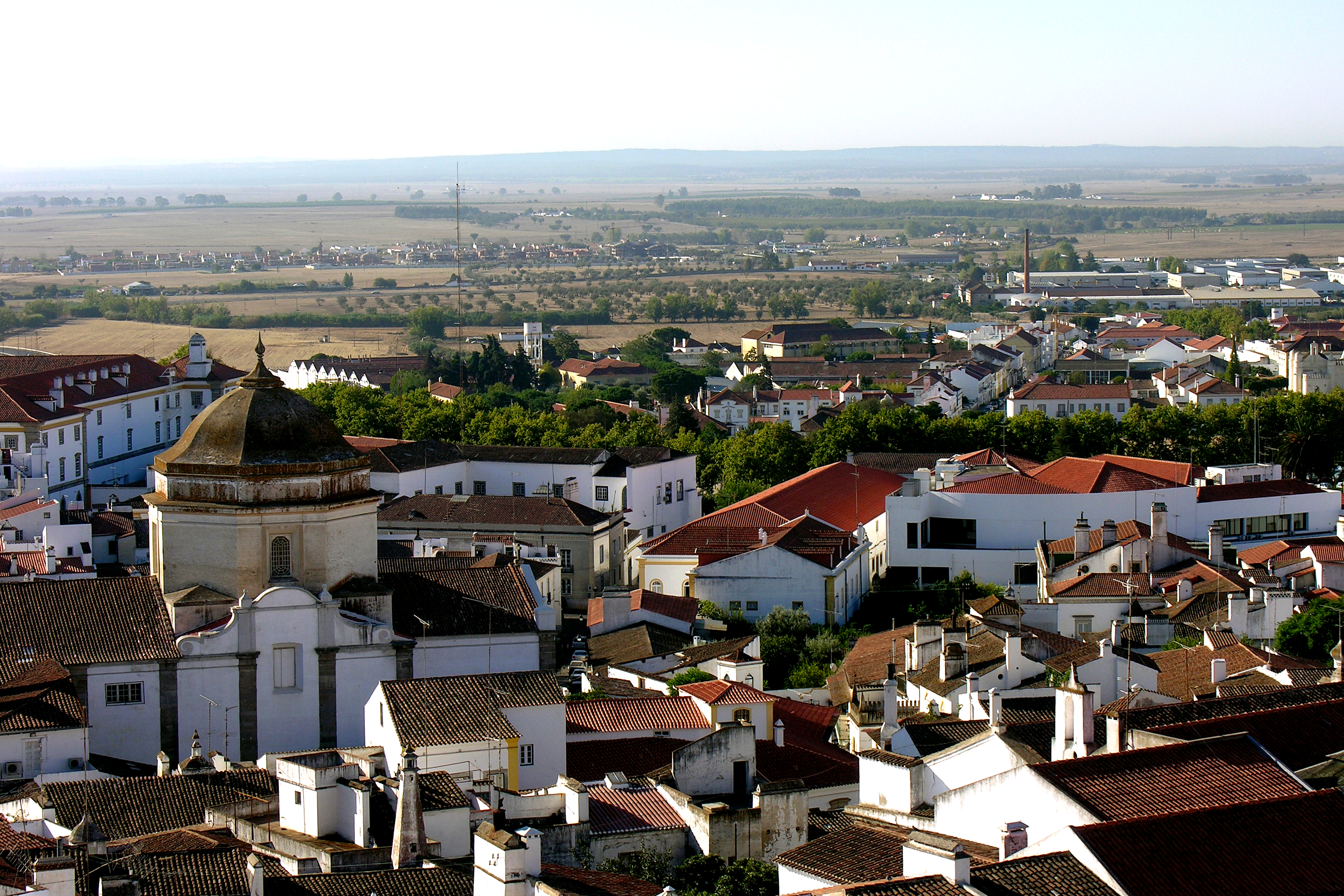
Évora e paisagem circundante

O município de Évora enquadra-se na grande planície alentejana, caracterizada por uma ondulação muito suave e altitude média de 240 metros. Com uma área de 1 309 km², o município ocupa 5% da superfície da região do Alentejo. A área urbana de Évora abrange 1 643 ha.
A paisagem da região de Évora caracteriza-se pelo cultivo extensivo de cereais, com manchas de pastagem e florestas de sobro a azinho. Vinhedos, olivais e arrozais também são parte da paisagem.

### Clima
O clima da cidade é tipo mediterrânico, segundo a Classificação climática de Köppen-Geiger, com chuvas distribuídas de maneira desigual ao longo do ano: a pluviosidade máxima regista-se no inverno; no Verão, Évora é a capital de distrito mais quente, seguida da cidade de Beja. A temperatura média anual é de 15,8 °C, mas as variações mensais de temperatura são grandes; a média mensal mais alta dá-se em agosto (23,3 °C) e a mais baixa em Janeiro (9,3 °C). A temperatura mais baixa alguma vez registada foi -5 °C e a mais alta 44,5 °C. Os nevões são eventos raros. Um dos últimos ocorreu a 26 de janeiro de 2006, dia em que também nevou em Lisboa.
| Gráfico climático para Évora, Portugal                       | Gráfico climático para Évora, Portugal | Gráfico climático para Évora, Portugal | Gráfico climático para Évora, Portugal | Gráfico climático para Évora, Portugal | Gráfico climático para Évora, Portugal | Gráfico climático para Évora, Portugal | Gráfico climático para Évora, Portugal | Gráfico climático para Évora, Portugal | Gráfico climático para Évora, Portugal | Gráfico climático para Évora, Portugal | Gráfico climático para Évora, Portugal |
| ------------------------------------------------------------ | -------------------------------------- | -------------------------------------- | -------------------------------------- | -------------------------------------- | -------------------------------------- | -------------------------------------- | -------------------------------------- | -------------------------------------- | -------------------------------------- | -------------------------------------- | -------------------------------------- |
| J                                                            | F                                      | M                                      | A                                      | M                                      | J                                      | J                                      | A                                      | S                                      | O                                      | N                                      | D                                      |
| 88 13 6                                                      | 86 14 7                                | 57 16 8                                | 56 18 9                                | 38 22 11                               | 29 26 14                               | 8 30 16                                | 4 30 16                                | 27 16                                  | 69 22 13                               | 80 16 9                                | 85 13 7                                |
| Temperaturas em °C • Precipitações em mmFonte: allmetsat.com |                                        |                                        |                                        |                                        |                                        |                                        |                                        |                                        |                                        |                                        |                                        |

| Valores climáticos para Évora, Portugal | Valores climáticos para Évora, Portugal | Valores climáticos para Évora, Portugal | Valores climáticos para Évora, Portugal | Valores climáticos para Évora, Portugal | Valores climáticos para Évora, Portugal | Valores climáticos para Évora, Portugal | Valores climáticos para Évora, Portugal | Valores climáticos para Évora, Portugal | Valores climáticos para Évora, Portugal | Valores climáticos para Évora, Portugal | Valores climáticos para Évora, Portugal | Valores climáticos para Évora, Portugal | Valores climáticos para Évora, Portugal |
| Mês                                     | Jan                                     | Fev                                     | Mar                                     | Abr                                     | Mai                                     | Jun                                     | Jul                                     | Ago                                     | Set                                     | Out                                     | Nov                                     | Dez                                     | Ano                                     |
| --------------------------------------- | --------------------------------------- | --------------------------------------- | --------------------------------------- | --------------------------------------- | --------------------------------------- | --------------------------------------- | --------------------------------------- | --------------------------------------- | --------------------------------------- | --------------------------------------- | --------------------------------------- | --------------------------------------- | --------------------------------------- |
| Média da temperatura máxima °C (°F)     | 12.8 (55)                               | 13.7 (57)                               | 15.9 (61)                               | 17.8 (64)                               | 21.6 (71)                               | 26.2 (79)                               | 30.0 (86)                               | 30.2 (86)                               | 27.4 (81)                               | 21.7 (71)                               | 16.3 (61)                               | 13.1 (56)                               | 20,6 (69)                               |
| Temperatura média diária °C (°F)        | 9.5 (49)                                | 10.2 (50)                               | 11.8 (53)                               | 13.4 (56)                               | 16.4 (62)                               | 20.1 (68)                               | 23.0 (73)                               | 23.3 (74)                               | 21.6 (71)                               | 17.3 (63)                               | 12.7 (55)                               | 9.9 (50)                                | 15,8 (60)                               |
| Média da temperatura mínima °C (°F)     | 6.1 (43)                                | 6.7 (44)                                | 7.7 (46)                                | 8.9 (48)                                | 11.1 (52)                               | 14.0 (57)                               | 16.0 (61)                               | 16.3 (61)                               | 15.7 (60)                               | 12.9 (55)                               | 9.1 (48)                                | 6.6 (44)                                | 10,9 (52)                               |
| Precipitação mm (polegadas)             | 88 (3.46)                               | 86 (3.39)                               | 57 (2.24)                               | 56 (2.2)                                | 38 (1.5)                                | 29 (1.14)                               | 8 (0.31)                                | 4 (0.16)                                | 27 (1.06)                               | 69 (2.72)                               | 80 (3.15)                               | 85 (3.35)                               | 627 (24,69)                             |
| Horas de luz solar                      | 148.8                                   | 149.7                                   | 201.5                                   | 219.0                                   | 285.2                                   | 300.0                                   | 362.7                                   | 347.2                                   | 252.0                                   | 204.6                                   | 159.0                                   | 142.6                                   | 2 772,3                                 |
| Número médio de dias de chuva           | 10                                      | 10                                      | 7                                       | 8                                       | 6                                       | 3                                       | 1                                       | 0                                       | 3                                       | 7                                       | 9                                       | 9                                       | 73                                      |
| Fonte: allmetsat.com 6 de março de 2010 |                                         |                                         |                                         |                                         |                                         |                                         |                                         |                                         |                                         |                                         |                                         |                                         |                                         |

## Centro histórico e património
O centro histórico de Évora é um dos mais ricos de Portugal, sendo classificado como Património Mundial desde 1986. Alguns dos seus principais monumentos são:
- Templo romano de Évora: é um dos monumentos romanos mais importantes de Portugal. Situa-se no ponto mais alto da cidade e foi parte do forum romano. Pensa-se que foi criado por volta do século I para homenagear o Imperador Augusto, mas mais tarde passou a ser conhecido como Templo de Diana.
- Sé Catedral: construída entre os séculos XIII e XIV em estilo gótico, é uma das catedrais medievais mais importantes do país, com plano inspirado na Sé de Lisboa românica. No século XIV foi construído um claustro e foram esculpidas as estátuas dos apóstolos do portal principal, obra-prima da escultura medieval portuguesa. No século XVIII a capela-mor foi reconstruída em exuberante estilo barroco.
- Igreja de Santo Antão: Foi mandada construir no século XVI pelo Cardeal D.Henrique, Arcebispo de Évora, no lugar onde se erguia a medieval Ermida de Santo Antoninho. Apresenta um considerável conjunto de altares de talha dourada, destacando-se ainda o raro frontal de mármore do altar-mor representando o Apostolado.
- Igreja de São Francisco: foi reconstruída a partir do reinado de D. João II e terminada na época de D. Manuel. Sua arquitectura e decoração mistura os estilos gótico, mudéjar e manuelino. A nave única, coberta por uma imensa abóbada de pedra, é uma obra-prima da arquitectura gótica portuguesa.
- Capela dos Ossos: situada na Igreja de São Francisco, foi construída no século XVIII e é inteiramente forrada com ossos humanos. É conhecida pela famosa frase escrita à entrada "Nós ossos que aqui estamos pelos vossos esperamos"
- Convento dos Lóios: a igreja e o claustro do convento são bons exemplos do gótico-mudéjar e manuelino em Évora. Actualmente o convento abriga uma pousada.
- Palácio de D. Manuel: do paço construído na cidade por este rei nos inícios do século XVI sobreviveu a chamada Galeria das Damas, em que se misturam influências do gótico-mudéjar, manuelino e renascentista.

Nos arredores da cidade poderá encontrar-se o famoso Convento da Cartuxa, ainda hoje habitado por monges.

## Política

### Eleições autárquicas[27]
| Data | %            | V            | %     | V     | %       | V       | %       | V       | %              | V    | %              | V      | %         | V         | %              | V       | %              | V   | %    | V   | %              | V   | %       | V       | %   | V   | %              | V  | %  | V  | %   | V   | Participação |                |
| Data | FEPU/APU/CDU | FEPU/APU/CDU | PS    | PS    | PPD/PSD | PPD/PSD | CDS-PP  | CDS-PP  | GDUP           | GDUP | UDP/BE         | UDP/BE | PCTP/MRPP | PCTP/MRPP | PRD            | PRD     | PSR            | PSR | MPT  | MPT | PPM            | PPM | PSD-CDS | PSD-CDS | PAN | PAN | NC             | NC | CH | CH | RIR | RIR | Participação |                |
| ---- | ------------ | ------------ | ----- | ----- | ------- | ------- | ------- | ------- | -------------- | ---- | -------------- | ------ | --------- | --------- | -------------- | ------- | -------------- | --- | ---- | --- | -------------- | --- | ------- | ------- | --- | --- | -------------- | -- | -- | -- | --- | --- | ------------ | -------------- |
| Data | 1976         | 41,48        | 3     | 33,13 | 3       | 10,97   | 1       | 6,51    | -              | 3,63 | -              |        |           |           |                |         |                |     |      |     |                |     |         |         |     |     |                |    |    |    |     |     |              | 73,38 / 100,00 |
| 1979 | 52,08        | 4            | 14,48 | 1     | 30,00   | 2       |         |         |                |      | 1,25           | -      | 0,53      | -         | 80,37 / 100,00 |         |                |     |      |     |                |     |         |         |     |     |                |    |    |    |     |     |              |                |
| 1982 | 54,33        | 4            | 15,76 | 1     | 26,31   | 2       | 0,85    | -       |                |      | 76,56 / 100,00 |        |           |           |                |         |                |     |      |     |                |     |         |         |     |     |                |    |    |    |     |     |              |                |
| 1985 | 52,29        | 4            |       |       | 34,64   | 3       |         |         | 9,34           | -    | 69,03 / 100,00 |        |           |           |                |         |                |     |      |     |                |     |         |         |     |     |                |    |    |    |     |     |              |                |
| 1989 | 51,42        | 4            | 17,69 | 1     | 27,11   | 2       |         |         | 57,72 / 100,00 |      |                |        |           |           |                |         |                |     |      |     |                |     |         |         |     |     |                |    |    |    |     |     |              |                |
| 1993 | 58,23        | 5            | 15,37 | 1     | 17,41   | 1       | 5,42    | -       | 60,99 / 100,00 |      |                |        |           |           |                |         |                |     |      |     |                |     |         |         |     |     |                |    |    |    |     |     |              |                |
| 1997 | 45,20        | 3            | 34,39 | 3     | 13,41   | 1       | 3,42    | -       | 0,42           | -    | 59,99 / 100,00 |        |           |           |                |         |                |     |      |     |                |     |         |         |     |     |                |    |    |    |     |     |              |                |
| 2001 | 40,14        | 3            | 45,15 | 4     | 9,52    | -       | 1,66    | -       | 0,44           | -    | BE             | BE     | 0,42      | -         | 61,39 / 100,00 |         |                |     |      |     |                |     |         |         |     |     |                |    |    |    |     |     |              |                |
| 2005 | 33,00        | 3            | 43,12 | 3     | 14,74   | 1       | 1,48    | -       | 2,70           | -    | BE             | BE     |           |           | 0,31           | -       | 55,09 / 100,00 |     |      |     |                |     |         |         |     |     |                |    |    |    |     |     |              |                |
| 2009 | 35,02        | 3            | 39,48 | 3     | 17,68   | 1       | 2,25    | -       | 2,83           | -    | BE             | BE     |           |           | 54,52 / 100,00 |         |                |     |      |     |                |     |         |         |     |     |                |    |    |    |     |     |              |                |
| 2013 | 49,30        | 4            | 25,95 | 2     | CDS-PP  | CDS-PP  | PPD/PSD | PPD/PSD | 3,91           | -    | BE             | BE     | 14,70     | 1         | 49,69 / 100,00 |         |                |     |      |     |                |     |         |         |     |     |                |    |    |    |     |     |              |                |
| 2017 | 40,52        | 4            | 26,39 | 2     | 14,90   | 1       | 5,86    | -       | 4,79           | -    | BE             | BE     | CDS-PP    | CDS-PP    | CDS-PP         | CDS-PP  |                |     | 2,15 | -   | 48,90 / 100,00 |     |         |         |     |     |                |    |    |    |     |     |              |                |
| 2021 | 27,44        | 2            | 26,27 | 2     | CDS-PP  | CDS-PP  | PPD/PSD | PPD/PSD | 3,80           | -    | BE             | BE     | PSD-CDS   | PSD-CDS   | PSD-CDS        | PSD-CDS | 19,07          | 2   |      |     | 12,71          | 1   | 6,81    | -       | NC  | NC  | 49,84 / 100,00 |    |    |    |     |     |              |                |

### Eleições legislativas
| Data | %     | %     | %     | %     | %     | %        | %     | %     | %    | %     | %    | %   | %       | % | %  | %  |
| Data | PCP   | PS    | PSD   | CDS   | UDP   | APU/ CDU | AD    | FRS   | PRD  | PSN   | BE   | PAN | PSD CDS | L | CH | IL |
| ---- | ----- | ----- | ----- | ----- | ----- | -------- | ----- | ----- | ---- | ----- | ---- | --- | ------- | - | -- | -- |
| 1976 | 39,46 | 31,72 | 10,18 | 9,64  | 3,00  |          |       |       |      |       |      |     |         |   |    |    |
| 1979 | APU   | 16,94 | AD    | AD    | 1,71  | 46,54    | 29,72 |       |      |       |      |     |         |   |    |    |
| 1980 | APU   | FRS   | AD    | AD    | 1,04  | 41,80    | 31,67 | 20,61 |      |       |      |     |         |   |    |    |
| 1983 | APU   | 24,87 | 20,99 | 5,33  | 0,90  | 43,76    |       |       |      |       |      |     |         |   |    |    |
| 1985 | APU   | 13,88 | 21,63 | 3,95  | 1,21  | 34,85    | 20,12 |       |      |       |      |     |         |   |    |    |
| 1987 | CDU   | 16,08 | 36,65 | 2,23  | 0,73  | 29,30    | 9,60  |       |      |       |      |     |         |   |    |    |
| 1991 | CDU   | 29,20 | 37,23 | 3,23  |       | 21,57    | 0,74  | 1,58  |      |       |      |     |         |   |    |    |
| 1995 | CDU   | 46,28 | 21,32 | 6,49  | 0,78  | 21,28    |       |       |      |       |      |     |         |   |    |    |
| 1999 | CDU   | 47,95 | 19,92 | 6,23  |       | 19,48    | 0,14  | 2,32  |      |       |      |     |         |   |    |    |
| 2002 | CDU   | 44,44 | 27,39 | 5,30  | 16,99 |          | 2,44  |       |      |       |      |     |         |   |    |    |
| 2005 | CDU   | 49,44 | 18,72 | 4,66  | 16,92 | 5,95     |       |       |      |       |      |     |         |   |    |    |
| 2009 | CDU   | 34,04 | 21,65 | 7,55  | 17,69 | 13,08    |       |       |      |       |      |     |         |   |    |    |
| 2011 | CDU   | 26,85 | 31,30 | 10,60 | 17,79 | 5,79     | 0,88  |       |      |       |      |     |         |   |    |    |
| 2015 | CDU   | 35,91 | CDS   | PSD   | 18,68 | 10,00    | 1,12  | 27,18 | 0,53 |       |      |     |         |   |    |    |
| 2019 | CDU   | 35,74 | 20,23 | 3,96  | 15,38 | 10,68    | 2,53  |       | 0,88 | 2,43  | 0,95 |     |         |   |    |    |
| 2022 | CDU   | 41,11 | 24,49 | 1,26  | 12,49 | 4,03     | 1,12  | 0,82  | 8,80 | 3,36  |      |     |         |   |    |    |
| 2024 | CDU   | 31,26 | AD    | AD    | 7,92  | 25,53    | 4,87  | 1,46  | 2,59 | 19,07 | 3,23 |     |         |   |    |    |
| 2025 | CDU   | 26,76 | AD    | AD    | 7,37  | 27,87    | 2,14  | 1,19  | 3,72 | 23,20 | 3,70 |     |         |   |    |    |

## Geminações
Évora tem acordos de parceria com várias cidades e tem múltiplos acordos como cidade gémea com as seguintes cidades:
- Angra do Heroísmo, Região Autónoma dos Açores, Portugal - 8 de Dezembro de 1988.[30]
- Chartres, Eure-et-Loir, França - desde 2003.[30]
- Ilha de Moçambique, Nampula, Moçambique - 15 de Fevereiro de 1997.[30]
- Suzdal, Vladimir, Rússia - 8 de Outubro de 1986.[30]
- Tønsberg, Vestfold, Noruega - desde 2009.[30]

## Cultura
- Biblioteca Pública de Évora
- Centro Dramático de Évora
- Eborae Musica
- Museu de Évora
- Teatro Garcia de Resende

## Economia e Infra-estruturas
A cidade de Évora é o centro económico e administrativo da região Alentejo, que ocupa mais de 1/3 do país. A economia eborense baseia-se principalmente no sector dos Serviços, com grande peso do turismo, da Universidade de Évora e dos serviços descentralizados do Governo Central.
A indústria está também bastante presente na economia da cidade, principalmente no sector dos componentes electrónicos e electromecânicos, fabrico de componentes aeronáuticos e construção.
Um dos novos clusters aeronáuticos portugueses instalou-se em Évora, com a espanhola Aernnova como âncora. Várias outras empresas ligadas à aviação já se instalaram ou vão instalar em breve unidades fabris no Parque de Indústria Aeronáutica de Évora. Existem também na cidade o Parque Industrial e Tecnológico de Évora, a Zona Industrial de Almeirim (Norte e Sul) e a Zona Industrial da Horta das Figueiras.
O comércio tradicional localiza-se sobretudo no centro da cidade, zona turística por excelência, enquanto que as grandes superfícies se concentraram maioritariamente na freguesia de Malagueira e Horta das Figueiras.
Desde hipermercados a lojas de retalho especializado, das grandes cadeias nacionais e internacionais, pode-se encontrar em Évora de tudo um pouco, servindo estas lojas não só o município, mas toda a região de Évora e do Alentejo Central.
É também na referida freguesia que encontramos o "Évora Plaza" primeiro grande centro comercial da cidade e do Alentejo. Projecto há muito ansiado pelas populações alentejanas, a sua abertura confirmou-se um sucesso desde o primeiro momento! Conta com 70 lojas, entre as quais a única loja FNAC do Alentejo, um hipermercado Auchan e de 5 salas de cinema NOS, entre outras cadeias de lojas.
A cidade de Évora prepara-se  para receber inúmeros investimentos, incluindo a construção de um novo Hospital Central, a construção do IP2 entre a A6 e São Manços, a restauração da parte principal da cidade (entre o Templo Romano e a Sé Catedral) e que é parte integrante do projecto Acrópole XXI, a Ligação Ferroviária de Mercadorias Sines – Elvas, assim como a modernização e renovação de várias infra-estruturas já existentes na cidade.
A cidade foi escolhida para ser Capital Europeia da Cultura em 2027, e como tal, inúmeros projetos culturais vão ser desenvolvidos até à data da realização do evento. Destaca-se a renovação já concluída da mítica sala de espetáculos "Salão Central Eborense".

## Acessibilidades e transportes
Évora situa-se no centro da região alentejana e é, pela sua situação geográfica, um importante nó de comunicações.
Conhecida como a "Cidade das Rotundas", a falta de investimento nas vias da cidade nos últimos anos e a elevada taxa de motorização, faz com que o trânsito flua com muita dificuldade, e principalmente nas "horas de ponta" seja extremamente dificil de circular.

### Transporte Rodoviário
A nível rodoviário, a cidade é servida pelos seguintes eixos principais:
- A6 - Via que liga Lisboa a Madrid e tem dois nós de ligação à cidade (Nascente e Poente)
- EN 114 - Évora/Montemor
- IP 2 - Via que liga Bragança ao Algarve pelo interior do país. No município de Évora está ainda em obras
- EN 18 - Évora/Estremoz
- EN 18 - Évora/Beja
- EN 254 - Évora/Vila Viçosa
- EN 256 - Évora/Reguengos
- EN 380 - Évora/Alcáçovas
- R 254 - Évora/Viana
- R 114-4 - Évora/Arraiolos

O Terminal Rodoviário de Évora é sede da empresa Rodoviária do Alentejo, que assegura as ligações da cidade com variados pontos da região. Neste terminal funciona ainda a "Transportes do Alentejo Central" e os serviços regulares de ligação a várias regiões do país e ligações internacionais operados pela Rede Nacional de Expressos e pela "Flixbus". O transporte urbano é assegurado pela Trevo, que tem linhas desenhadas para ligar o centro da cidade com os vários bairros periféricos, hospitais, escolas, zonas industriais, etc. Toda a frota urbana é composta por autocarros elétricos. Existe uma frota de Táxis e TVDE ao dispor da população.

### Transporte Ferroviário
O transporte ferroviário faz-se por comboio em linha eletrificada, ligando a Estação Ferroviária de Évora a Lisboa e ao resto do país pelo serviço Intercidades.

### Transporte aéreo
A cidade dispõe também de um aeródromo regional, com pista asfaltada e iluminada, onde funcionam vários serviços, incluindo uma escola de paraquedismo. O aeroporto internacional mais próximo é o Aeroporto Humberto Delgado em Lisboa, a cerca de uma hora da cidade.